# Peace Through Superior Firepower
Peace Through Superior Firepower è il terzo album video del gruppo musicale britannico Cradle of Filth, pubblicato nel 2005 dalla Roadrunner Records.
Contiene il concerto registrato il 2 aprile 2005 ad Elysèe a Parigi. Il DVD contiene anche 6 video promozionali e diversi contenuti speciali

## Tracce
- Target...Paris (Live)

1. Satyriasis – 2:05
2. Gilded Cunt – 3:52
3. Nemesis – 8:06
4. Mannequin – 4:15
5. The Black Goddess Rises – 6:38
6. A Gothic Romance – 7:52
7. Her Ghost in the Fog – 5:47
8. Nymphetamine – 5:05
9. Tortured Soul Asylum – 7:50
10. The Forest Whispers My Name/A Bruise Upon the Silent Moon – 7:23
11. The Promise of Fever – 6:15
12. 13 Autumns and a Widow – 7:09
13. Mother of Abominations/Painting Flowers White Never Suited My Palette – 10:54
14. From the Cradle to Enslave – 5:48

- Extra Rounds: Video Propaganda

1. Her Ghost in the Fog – 4:35
2. No Time to Cry – 4:10
3. Babylon A.D. (So Glad for Madness) – 5:48
4. Mannequin – 4:26
5. The Promise of Fever – 5:56
6. Nymphetamine – 5:01